# Minnesang

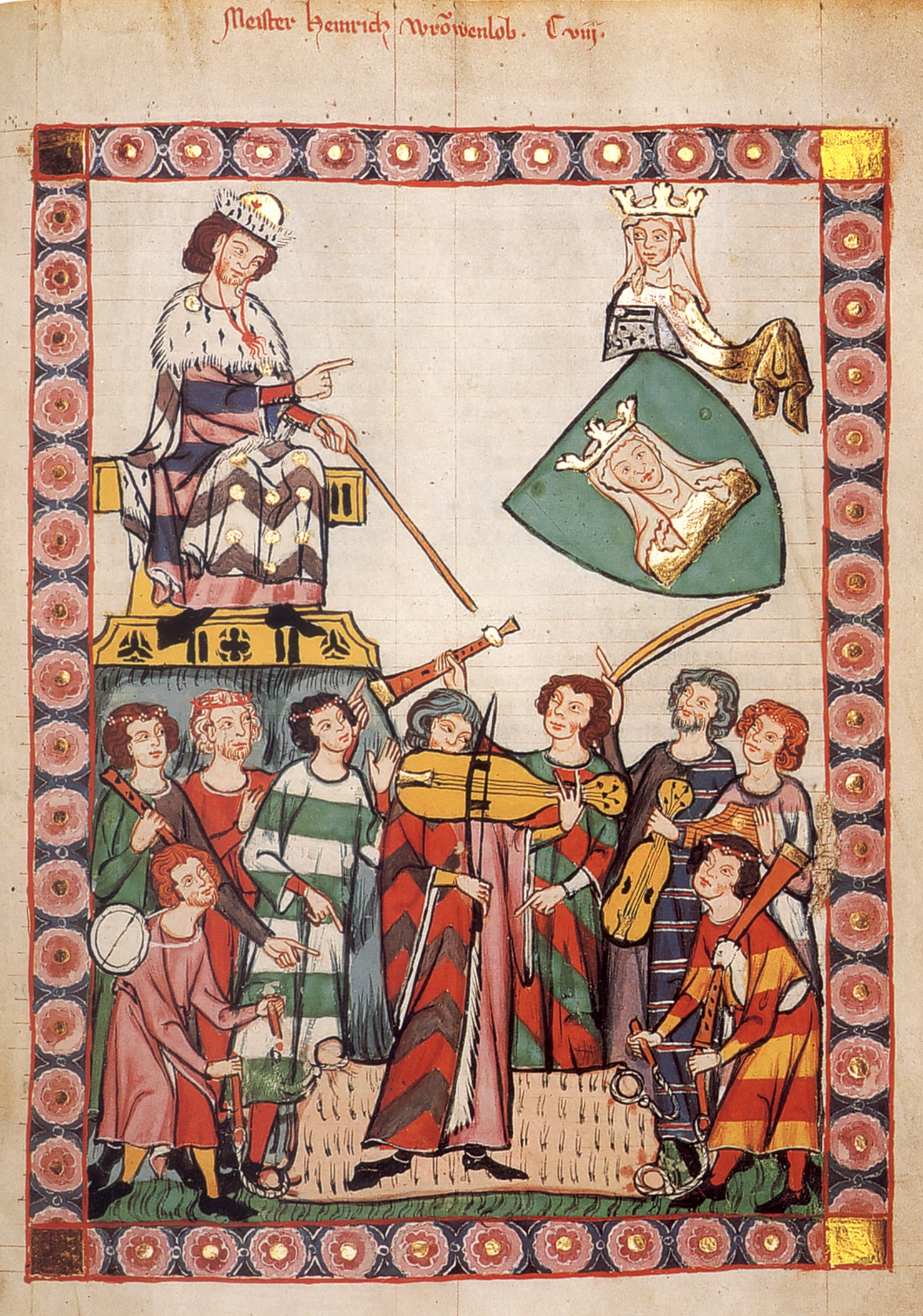
Fikcyjny autoportret minnesingera Heinricha von Meißen (Codex Manesse)

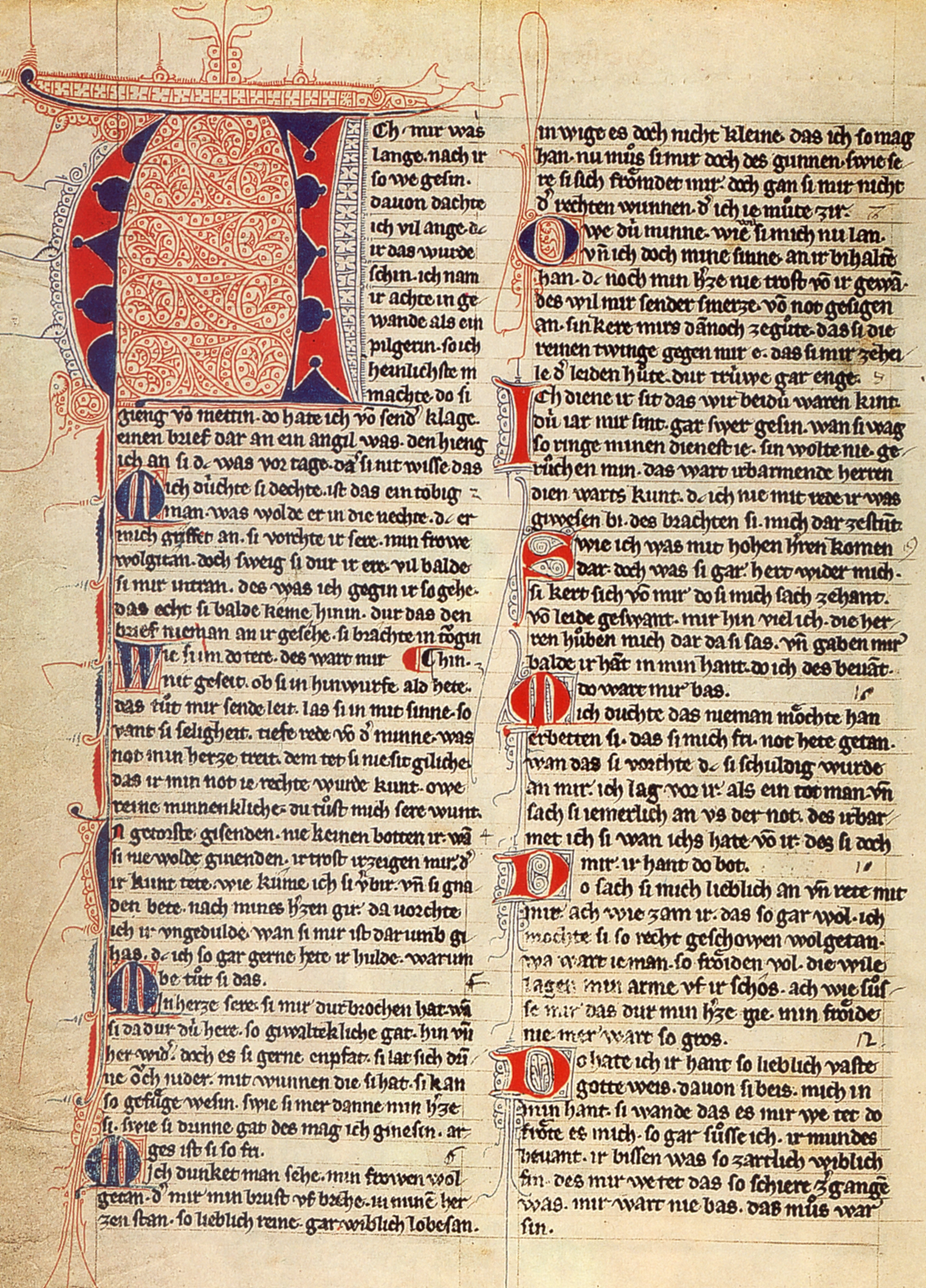
Początek tekstu w Codex Manesse

– przekazywana w formie pisemnej i zrytualizowana forma miłosnej liryki śpiewanej, uprawianej przez zachodnioeuropejską arystokrację, łącznie z cesarzem. Twórcy i wykonawcy tego gatunku znani są jako minnesingerzy.
Na niemieckojęzycznych obszarach z minnesangiem w języku średnio-wysoko-niemieckim mamy do czynienia  dopiero od około 1150 roku.
Pierwszymi znanymi minnesingerami byli trubadurzy pochodzący z południowej Francji. 
Z punktu widzenia socjologii minnesang pełnił rolę rycerskiego hobby i był jednocześnie rodzajem zawodów między rycerzami arystokratycznego pochodzenia na wzór innych zawodów np. turniejów.
Pomyślne przedstawienie minneliedu można porównać do udanych łowów lub zwycięstwa w turnieju rycerskim. Pieśń miłosna (Minnelied) kierowana była do wybranej damy z towarzystwa. Stosunek między rycerzem i wybraną damą nie rozgrywał się jednak na płaszczyźnie erotycznej, lecz w ramach etykiety rycerskiej i był obwarowany różnymi rytuałami.

## Wydania dzieł i opracowania
- Die Große Heidelberger Liederhandschrift (Codex Manesse), in getreuem Textabdruck herausgegeben von Friedrich Pfaff, Heidelberg 1984
- Codex Manesse. Die Große Heidelberger Liederhandschrift. Texte - Bilder - Sachen, Katalog zur Ausstellung der Universitätsbibliothek Heidelberg 1988, herausgegeben von Elmar Mittler und Wilfried Werner, Heidelberg 1988. Dies ist die maßgebliche Dokumentation zur Überlieferung mittelhochdeutscher Lyrik.
- Thomas Cramer: Die kleineren Liederdichter des 14. und 15. Jhs., 4 Bde., München 1979-1985
- Carl von Kraus: Liederdichter des 13. Jhs., 2. Auflage, Tübingen 1978
- Hugo Kuhn: Minnesangs Wende, (=Hermaea; Neue Folge 1), 2. Auflage Tübingen 1967
- Hugo Kuhn: Minnesang des 13. Jhs, Ausgewählt von H. Kuhn, mit Übertragung der Melodien von Georg Reichert, Tübingen 1953
- Minnesangs Frühling, herausgegeben von Hugo Moser, Helmut Tervooren, 38. Auflage Stuttgart 1988
- Harald Haferland: Hohe Minne. Zur Beschreibung der Minnekanzone, Berlin 2000 (Beihefte zur Zeitschrift für deutsche Philologie 10)
- Olive Sayce: The medieval German lyric. 1150 - 1300 Oxford 1982
- Günther Schweikle: Minnesang, 2., korrigierte Auflage, (=Sammlung Metzler; Band 244), Stuttgart/Weimar 1995
- Eva Willms: Liebesleid und Sangeslust. Untersuchungen zur deutschen Liebeslyrik des späten 12. und frühen 13. Jahrhunderts, (=Münchener Texte und Untersuchungen zur deutschen Literatur des Mittelalters; Band 94), Düsseldorf 1990
- Minnesang. Niemiecka średniowieczna pieśń miłosna, przeł. i opr. A. Lam, przedm. A. Nowicka-Jeżowa, Warszawa 1997; wyd. 2. rozszerzone z 36 barwnymi miniaturami Kodeksu Manesse, Warszawa 2016.